# Wilber Pan
Wilber Pan, kortweg Will Pan, eigenlijk Pan Weibo (West Virginia, 6 augustus 1980) is een Chinees-Amerikaans-Taiwanese zanger, rapper, televisiepresentator en acteur.

## Multicultureel
Pan groeide op in Amerika en verhuisde op zevenjarige leeftijd naar Taiwan. Hij bezocht er de Amerikaanse school in de hoofdstad Taipei en deed eindexamen in 1999. Daarna ging hij voor korte tijd terug naar Amerika om te gaan studeren op 'Cal Poly Pomona', een technische universiteit in Los Angeles. Hij maakte zijn opleiding echter niet af, omdat hij in 2000 een aanbod kreeg van de Aziatische muziekzender Channel V (eigendom van Rupert Murdoch) om als videojockey muziekprogramma's te gaan presenteren. Door zijn multiculturele achtergrond spreekt hij zowel Mandarijn als Engels.
Na 2000 begon hij zelf als zanger en acteur op te treden. Zijn muziekgenre is mandopop, de in het Mandarijn gezongen vorm van C-pop, Chinese popmuziek; hij zingt veel covers van Koreaanse popmuziek. Fans van de Koreaanse artiesten wier muziek hij covert hebben Wilber Pan beschuldigd van het schenden van auteursrecht. Zijn bekendste nummer is Have To Love, een cover van de hit Y (Please Tell Me Why) van de Koreaanse hiphop-groep Free Style. In 2002 verscheen zijn eerste album, Gecko Stroll, en in 2009 zijn recentste, 007.

## Acteur en presentator
Ook treedt hij tegenwoordig op in televisiereclames voor Coca-Cola en de Family Mart supermarkten in Taiwan. Zeer recent is de verfilming van een Taiwanees drama, Miss No Good, waarin hij speelt naast de actrice Rainie Yang. Ook treedt hij op als presentator van andere programma's, zoals het modeprogramma 'La Mode News' van de Taiwanese satellietzender TVBS-G. Wilber Pan houdt vast aan zijn dubbele nationaliteit om de militaire dienstplicht in Taiwan te ontwijken.

## Discografie

### Albums
- Gecko Stroll - (2002)
- Pass Me The Mic - (2003)
- Wu Ha - (2004)
- Expert - (2005)
- Free Style Remix - (2005)
- Fan Zhuan Di Qiu (Rond de wereld) - (2006)
- Play It Cool - (2007)
- Will's Future - (2008)
- 007 - (2009)

### Singles
- Be with You (2009)

### Soundtracks
- Wo Bu Pa (Secret Garden, 2003)
- How Are You (Love Train, 2003)
- Wo Dui Tian Kong Shuo (The Kid from Heaven, 2006)
- Xia Ri Feng (Miss No Good, 2008)

## Tv-presentator
- La Mode News (TVBS-G)